# Głosków (powiat garwoliński)
Głosków – wieś sołecka w Polsce położona w województwie mazowieckim, w powiecie garwolińskim, w gminie Borowie. 
W XVI w. wieś była siedzibą szlacheckiego rodu Głoskowskich. Nad stawami utworzonymi na rzece Wildze znajduje się klasycystyczny dwór z początku XIX w. Zbudowano go prawdopodobnie dla rodziny Młyńskich. Na przełomie XIX i XX w. należał do dowódcy rosyjskiego garnizonu stacjonującego w Garwolinie. Od stycznia 1923 do jesieni 1926 kwaterował w nim 3 szwadron 1 pułku strzelców konnych.
Po II wojnie światowej został zdewastowany. W 1965 rozpoczęto jego remont, znaleziono wówczas szable i pistolety ukryte najprawdopodobniej w czasach powstania listopadowego. Dwór to dziewięcioosiowy, parterowy, murowany budynek, o dwutraktowym (nieco zmienionym) układzie wnętrz, przykryty czterospadowym dachem. Przez wiele lat mieściło się w nim Sanatorium Neuropsychiatrii Dziecięcej, a od roku 1978 pierwszy w Polsce ośrodek Monaru. Marek Kotański prowadził tu program terapeutyczny, mający pomóc osobom uzależnionym.
W latach 1954–1972 wieś należała i była siedzibą władz gromady Głosków. W latach 1975–1998 miejscowość należała administracyjnie do województwa siedleckiego.
W miejscowości znajduje się Zespół Szkół im. Kardynała Stefana Wyszyńskiego.
Wierni Kościoła rzymskokatolickiego należą do parafii Przemienienia Pańskiego w Garwolinie. Wieś ma własną kaplicę pw. Matki Boskiej Częstochowskiej.